# Санжаров Володимир Тимофійович
Володимир Тимофійович Санжаров (27 вересня 1927, Нова Сотня — 29 червня 2017) — український художник; член Спілки радянських художників України з 1961 року та Всесоюзної комісії акварелістів Спілки художників СРСР протягом 1977—1983 років. Заслужений художник України з 2000 року.

## Біографія
Народився 27 вересня 1927 року в селі Новій Сотні (нині Ольховатський район Воронезької області, Російська Федерація). Протягом 1943—1947 років навчався у Ворошиловградському художньому училищі, після закінчення якого в 1947—1948 роках працював художником Ворошиловградського драматичного театру. У 1948—1954 роках продовжив навчання на факультеті монументального живопису Львівського інституту прикладного та декоративного мистецтва, де був учнем Івана Гутурова, Йосипа Бокшая, Юрія Щербатенка. Дипломна робота — ескіз фрагменту тематичного фризу «Щасливе життя Західних областей України» для фоє першого поверху Театру імені Марії Заньковецької (керівник Ростислав Сильвестров, оцінка — відмінно).
У Чернівцях з 1954 року. Був членом КПРС. З 1965 року — член правління і заступник голови правління та у 1976—1981 роках — голова правління Чернівецької організації Спілки радянських художників України. 1970 року нагороджений медаллю «За доблесну працю».
Мешкав у Чернівцях в будинку на проспекті Леніна, № 90/1 та у будинку на бульварі Героїв Сталінграда, № 9, квартира № 25. Помер 29 червня 2017 року.

## Творчість
Працював у галузях станкового живопису і станкової графіки в техніках олійного живопису, акварелі. Створював жанрові картини, портрети, пейзажі. Серед робіт:
- «Герой Соціалістичної Праці Марія Маноліївна Кошмарик» (1957);
- «В. Арбузов» (1959) (у співавторстві з Іваном Холоменюком);
- «Ланкова Л. Молдаван»(1964—1965);
- «На мирних шляхах» (1965);
- «Бригада» (1967);
- цикл пейзажів Середньої Азії (1968);
- «В порту» (1969);
- «Верховинець» (1973);
- «Дорога в горах» (1979, Хмельницький обласний художній музей)[8];
- «Перший почесний громадянин» (1980);
- «Учасниця художньої самодіяльності Мірошниченко Валентина» (1981, Хмельницький обласний художній музей)[8];
- «Чорногори» (1998);

Брав участь у всеукраїнських виставках з 1957 року, міжнародних — з 1970 року (Куба, Чехословаччина, Болгарія, Німеччина, Угорщина, Румунія, Шрі-Ланка, Фінляндія). Персональні виставки відбулися у Чернівцях у 1976, 1980, 2002 роках.